# 레이 브래드버리
레이 더글러스 브래드버리(영어: Ray Douglas Bradbury, 1920년 8월 22일 ~ 2012년 6월 5일)은 미국의 환상소설, 공포소설, 과학소설, 미스터리 소설 작가이자 시나리오 작가로, 1950년 작인 연작 단편집 《화성 연대기》(The Martian Chronicles)와 1953년 작인 디스토피아 소설 《화씨 451》(Fahrenheit 451)로 가장 잘 알려졌다.
2012년 노환으로 세상을 떠났다.

## 작가활동의 시작
레이 브래드버리는 일리노이주 워케건에 살던 스웨덴 이민자인 어머니와 전신전화 회사 기술자인 아버지 사이에서 태어났다. 친가 쪽 조부와 증조부는 신문 발행인이었다. 브래드버리는 어렸을 때부터 워케건의 카네기 도서관에서 책을 읽고 글을 쓰는 걸로 시간을 보내곤 했다. 그의 장편 《Dandelion Wine》과 《Something Wicked This Way Comes》, 그리고 《Farewell Summer》는 자서전적 어조로 워케건 시를 "Green Town"으로 묘사하고 있다. 브래드버리 가족은 아버지의 구직으로 1926-27, 1932-33년 동안 아리조나 주의 투싼으로 옮겼다가 워케건으로 돌아오기를 반복했고, 마침내 1934년 로스앤젤레스에 정착했는데, 1938년 로스앤젤레스 고등학교를 졸업했지만, 대학에 진학하지 않았다. 대신, 그는 사우스 노턴 애비뉴와 올림픽 불러버드 교차로 모퉁이에서 신문을 파는 일을 했다. 그는 지역 도서관에서 독학으로 공부를 계속하는 한편, 플래시 고든과 벅 로저스 같은 과학소설 속의 영웅들로부터 영향을 받아 1938년부터 팬진을 통해 과학소설을 출판하기 시작했다. 그는 1941년 펄프 잡지 수퍼 사이언스 스토리즈에 실은 작품을 통해 처음 고료를 받았는데, 이때 받은 돈은 15달러였다고 한다. 1942년 말쯤 되자 그는 전업작가 생활을 시작했다. 그의 첫 번째 책인 단편집 《Dark Carnival》은 1947년 아캄 하우스에서 출판되었다. 1947년 그는 매거릿 맥큐어(1922~2003)과 결혼하였고, 슬하에 네 자매를 두었다.
그는 로스앤젤레스의 서점에서 영국에서 귀화한 소설가 크리스토퍼 이셔우드와 우연히 마주치게 되었는데, 그 일로 브래드버리는 《화성 연대기》를 저명한 비평가에게 전달할 기회를 얻었고, 뒤따라 이셔우드의 긍정적인 서평이 나오면서 작가로서의 브래드버리의 경력에 본격적으로 시동이 걸리게 되었다.

## 제목에 관한 논쟁
2004년에 브래드버리는 마이클 무어 감독이 조지 W. 부시 행정부에 관한 자신의 다큐멘터리 영화 제목으로 《화씨 451》을 암시하는 듯한 《화씨 9/11》이라는 제목을 쓴 것 때문에 격노했다. 브래드버리는 무어를 두고 “혐오스러운 인간”이라고 말했지만, 그가 화난 것은 정치적 입장 차이 때문은 아니었다고 한다. 브래드버리는 영화로 벌어들인 수익을 원했던 것도 아니고, 자신이 그걸 받을 만한 입장도 아니었다고 단호히 말했다. 그는 무어에게 “훔쳐간” 제목을 바꾸도록 압력을 가했지만, 소용없었다. 2004년 무어는 영화가 개봉하기 2주 전에 브래드버리를 초대해서 영화 마케팅이 이미 오래전에 시작되어서 제목을 바꾸기에는 너무 늦었다고 사과했다.
브래드버리 자신도 《Something Wicked This Way Comes》(셰익스피어의 맥베스), 《Beyond 1984》(조지 오웰의 1984), 그리고 《Another Tale of Two Cities》(찰스 디킨즈의 두 도시 이야기) 같이 다른 작품으로부터 제목을 차용한 작품 몇 편을 쓴 적이 있다. 하지만, 브래드버리는 언제나 제목을 차용할 때에 신중하게 출처를 밝혀왔다. 그가 마이클 무어에게 분개한 것은 자신이 마땅히 받아야 할 대우를 받지 못하고 공공연하게 무시당했다고 느낀 것이 그 이유였다. 한편, 무어로서 변명을 하자면, 브래드버리의 작품이 미국 문화의 저변으로 완전히 용해되어서, 굳이 출처를 밝히지 않더라도 당연히 다 알고 있으리라 생각했다고 할 수도 있을 것이다.

## 저작

### 장편소설
| 연도 | 제목                        | 원제                            | 한국 출판사          |
| ---- | --------------------------- | ------------------------------- | -------------------- |
| 1950 | 화성 연대기                 | The Martian Chronicles          | 모음사→샘터사        |
| 1953 | 화씨 451                    | Fahrenheit 451                  | 성무→시공사→황금가지 |
| 1957 | 민들레 와인                 | Dandelion Wine                  | 황금가지             |
| 1962 | 사악한 무언가가 이리로 온다 | Something Wicked This Way Comes |                      |
| 1972 |                             | The Halloween Tree              |                      |
| 1985 |                             | Death Is a Lonely Business      |                      |
| 1990 |                             | A Graveyard for Lunatics        |                      |
| 1992 |                             | Green Shadows, White Whale      |                      |
| 2001 |                             | From the Dust Returned          |                      |
| 2002 |                             | Let's All Kill Constance        |                      |
| 2006 |                             | Farewell Summer                 |                      |
| 2007 |                             | Summer Morning, Summer Night    |                      |

### 단편소설
- 홀러보첸의 딜레마 "Hollerbochen's Dilemma" (1938)
- 백만 년 동안의 소풍 "The Million-Year Picnic" (1946)
- 일러스트레이티드 맨 "The Illustrated Man" (1950)
- 비명 지르는 여자 "The Screaming Woman" (1951)
- 온 여름을 이 하루에 "All Summer in a Day" (1954)
- 작은 생쥐 부부 "The Little Mice" (1955)
- 이카로스 몽골피에 라이트 "Icarus Montgolfier Wright" (1956)
- 길 떠날 시간 "The Time of Going Away" (1956)
- 어느 잔잔한 날에 "In a Season of Calm Weather" (1957)
- 영원히 비가 내린 날 "The Day It Rained Forever" (1957)
- 월요일의 큰 충돌사고 "The Great Collision of Monday Last" (1958)
- 멋진 바닐라 아이스크림 색 양복 "The Wonderful Ice Cream Suit" (1958)
- 아무도 내리지 않는 역 "The Town Where No One Got Off" (1958)
- 멜랑콜리의 묘약 "A Medicine for Melancholy" (1959)